# Claire Moyse-Faurie
Claire Moyse-Faurie, nascuda el 7 d'octubre de 1949 és una lingüista francesa. Ha estat directora de recerca al LACITO-CNRS.
El seu camp d'investigació són les llengües oceàniques, que ha centrat en les llengües canac de Nova Caledònia com el drehu o el xârâcùù, i en llengües polinèsies com el wallisià, el futunià o el fagauvea (Ouvéa).

## Publicacions principalss
- 2017, Dictionnaire pratique Français-Wallisien Arxivat 2019-01-26 a Wayback Machine., Vice-rectorat de Wallis & Futuna, Mata Utu, Wallis (en collaboration avec Thierry Murcia, Pelelina Fakataulavelua, Mikaele Tui et Hiasinita Tahimili).
- 2005, Moyse-Faurie C. & G. Lazard (éds), Linguistique typologique, Paris, Le Septentrion (Sens et structures), 324 p.
- 1997, Grammaire du futunien, Nouméa, Centre de Documentation Pédagogique, coll. Université.
- 1995, Le Xârâcùù, langue de Thio-Canala (Nouvelle-Calédonie). Éléments de syntaxe, Peeters-Selaf (LCP10)
- 1993, Dictionnaire futunien-français, Peeters-Selaf (LCP8).
- 1983, Le Drehu, langue de Lifou (Iles Loyauté). Phonologie, morphologie, syntaxe, Paris, Peeters-Selaf (LCP3).